# まるよし (新潟県)
まるよしは、かつて新潟県三条市を中心に百貨店・スーパーマーケットを運営していた企業で、2002年（平成14年）に民事再生法の適用を受け、全店舗が閉店した。
民事再生手続き開始前時点では三条市や加茂市、燕市で計9店舗を運営していた。

## 概要
1856年（安政3年）に小間物商として創業し、1952年（昭和27年）9月29日に吉田熊次が資本金50万円で「株式会社まるよし百貨店」を設立して法人化し、1959年（昭和34年）に「株式会社まるよし」に商号を変更した。
1967年（昭和42年）に鉄筋コンクリート造4階建ての社屋が完成し、1971年（昭和46年）に5階と6階を増築した。
1980年（昭和55年）3月に本店を増築した。
三条市本町3丁目の本店は5階建ての建物で、総合スーパー（GMS）の性格のほか、1992年（平成4年）の改装後は百貨店の性格も併せ持ち、ながの東急百貨店との資本・業務提携も行われていた。これは県央地域初の百貨店とも言われ、三条中央商店街の核店舗として成り立っていた。
近隣には長崎屋東三条店やジャスコ2店舗（三条昭栄店、三条店）などの競合店舗があった。
なお、本店の隣接地は三条郵便局の跡地再開発として1980年代に7階建ての商業ビル「シティ・パーク」建設の構想が進められていたが、頓挫し駐車場の状態が続いた。

## 過去に存在した店舗
- 本店（三条市本町3丁目7-6[1]（旧・三条市一ノ町313[3]））

店舗面積約4,300m2。
- 主婦の店 三条まるよし店（三条市一ノ町313[10]、1959年（昭和34年）10月25日[10]）

店舗面積約759m2。
- 加茂支店（加茂市上条3561-1[11]、1973年（昭和48年）9月開店[1]）
- 一ノ木戸店（、1974年（昭和49年）7月開店[12]）
- 見附店（見附市学校町1-2-27[13]、1975年（昭和50年）3月開店[1]）
- （初代）本成寺店（1975年（昭和50年）9月開店[1]）
- 東栄店（三条市一ノ木戸152-1[14]、1975年（昭和50年）12月開店[1]）
- 新津店（新津市本町2-4-24[15]、1975年（昭和50年）3月開店[1] - 1988年（昭和63年）1月閉店[1]）
- 荒町店（三条市荒町2-1-26[16]、1982年（昭和57年）4月開店[1]）
- （2代目）本成寺店（三条市条南町3-10[17]、1982年（昭和57年）10月開店[1]）
- 大崎店（三条市大字西大崎字町裡1229-1[18]、1985年（昭和60年）5月開店[1]）
- 加茂メリア店（1986年（昭和61年）11月開店[1]）
- 塚野目店（三条市[1]、1988年（昭和63年）3月開店[1]）

## 閉店後の店舗
2002年9月に閉店した9店舗のうち一部は他の事業者に引き継がれ、同年12月に燕中央店が「マルイ中央店」として、三条市内の3店舗（塚野目店、大崎店、荒町店）と加茂市の加茂メリア店は清水商事系列の「フクヤ」としてそれぞれオープンした。なお、加茂メリア内のスーパーはその後、サンゴマート、リオン・ドールへと変遷している。
三条中央商店街の本店跡1～3階には、2004年（平成16年）4月にスポットの運営するスーパー「良食生活館」がオープン。しかし2008年（平成20年）に閉店となり、その後は商店街独自の「まごころ」が引き継いだもののこれも閉店。そして2011年（平成23年）のビル解体を経て跡地に2012年（平成24年）、スーパー「あいでん」がオープンしたが、これも2019年（令和元年）11月に閉店し、代わって2021年（令和3年）9月、リオン・ドールがオープンした。
なお、加茂市の商店街に面していた加茂五番町店は、2002年の閉店の後、市が土地と建物を取得し、まちづくり交付金を活用して地域交流センターとして改装された。2階建ての施設には食品スーパーのにいつフードセンターと浴場つき中央コミュニティセンターが入り、それぞれ2006年5月、同年7月にオープンした。なお、浴場つき施設となったのは、2006年1月の火災で市内唯一の銭湯「朝日湯」が存続を断念したことが契機である。
五番町店と加茂メリア店は、加茂市の商店街に位置しており、まるよし閉店の際には存続を求める2万人以上の署名があった。